# ماکیان اب ۲–۱۲
ماکیان اُب ۲-۱۲ (به انگلیسی: Cygnus OB2-12) یک ستارهٔ فراغول واقع در صورت فلکی ماکیان یا دجاجه است.